# Obelisco de los Pioneros
El Obelisco de los Pioneros (en francés: Obélisque des Pionniers) es un monumento en el Viejo Montreal, en la provincia de Quebec al este de Canadá.
El obelisco de granito conmemora la fundación de Montreal cerca de este lugar en 1642. El monumento fue erigido por la Sociedad histórica de Montreal (Société historique de Montreal) para celebrar el 250 aniversario de la ciudad. Una de las placas en el lado norte del obelisco enumera los nombres de los colonos que llegaron entre mayo y diciembre de 1642.
El obelisco está hecho de un bloque de granito que se eleva 41 pies (12,5 m) de altura y está a 3 pies (0,91 m) de lado en su base. Se usaron 40 caballos para arrastrar el eje por la ciudad en 1893. El monumento fue inaugurado el 17 de mayo de 1894.